# Лук'янченко Раїса Петрівна
Лук'янченко Раїса Петрівна (нар. 20 квітня 1941, Старовірівка, Нововодолазький район, Харківська область) — українська доярка, передовик сільськогосподарського виробництва.

## Біографія
Раїса Петрівна народилася 20 квітня 1941 року в селі Старовірівка Харківської області.
В 17 років по закінченню школи пішла працювати в колгосп дояркою. 34 роки Раїса Петрівна віддала тяжкій праці. Практично не залишала ферму навіть у вихідні дні. Найменша кількість відпрацьованих трудоднів — 300, але в деякі роки ця цифра становила 340—362 дні на рік. Р. П. Лук'янченко доглядала 17—18 голів дійного стада, доярка-чотиритисячниця колгоспу «Шлях Леніна». Її ім'я було відоме[джерело?] усьому Нововодолазькому району — з року в рік доярка одержувала високі надої молока від закріплених за нею корів.

## Нагороди
- два ордени Трудового Червоного Прапора (1973, 1976)
- орден Знак Пошани
- бронзова медаль — ВДНГ СРСР
- почесні Знаки  — ЦК КПРС, Ради Міністрів СРСР, ВЦРПС, ЦК ВЛКСМ, «Переможець соціалістичного змагання» та «Ударник 9-ї, 10-ї, 12-ї п'ятирічок»
- грамота Президії Верховної Ради Української РСР
- делегат XXV (1976) і XXVI (1981) з'їздів КП України
- почесний громадянин Нововодолазького району (2008)
- почесний громадянин села Старовірівка